# Simbadougou
Simbadougou, également appelé Siembadougou, est une localité située dans le département de Nouna de la province du Kossi dans la région de la Boucle du Mouhoun au Burkina Faso.

## Géographie
Le village de Simbadougou est situé à proximité de la route nationale 14. Il présente la particularité, notoire dans la région, d'avoir sur son territoire un dit « cratère » d'une trentaine de mètres de diamètre qui est en réalité une dépression dont l'origine, naturelle (affaissement) ou excavation, est inconnue mais qui constitue un lieu de croyances religieuses et d'attrait touristique.

## Santé et éducation
Les centres de soins les plus proches de Simbadougou sont le centre de santé et de promotion sociale (CSPS) et le centre médical avec antenne chirurgicale (CMA) de Nouna.
Le village possède une école primaire publique.